# Robert M. Knapp

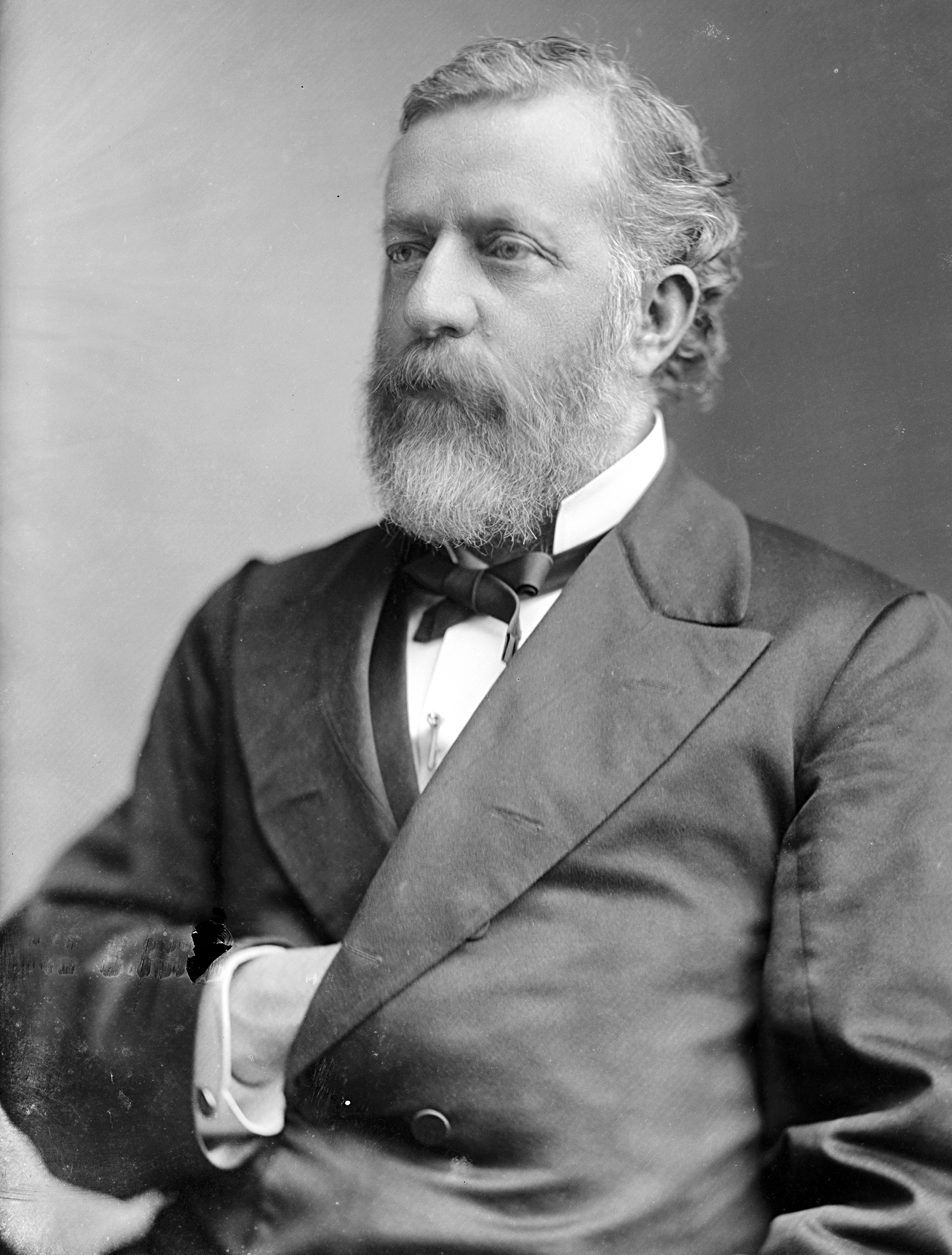
Robert M. Knapp

Robert McCarty Knapp (* 21. April 1831 in New York City; † 24. Juni 1879 in Jerseyville, Illinois) war ein US-amerikanischer Politiker. Zwischen 1873 und 1879 vertrat er zweimal den Bundesstaat Illinois im US-Repräsentantenhaus.

## Werdegang
Robert Knapp war der jüngere Bruder des Kongressabgeordneten Anthony L. Knapp (1828–1881). Im Jahr 1839 kam er mit seinen Eltern nach Jerseyville in Illinois, wo er die öffentlichen Schulen besuchte. Danach absolvierte er das Kentucky Military Institute in Frankfort. Nach einem Jurastudium und seiner 1855 erfolgten Zulassung als Rechtsanwalt begann er in Jerseyville in diesem Beruf zu arbeiten. Gleichzeitig schlug er als Mitglied der Demokratischen Partei eine politische Laufbahn ein. Im Jahr 1867 wurde er Abgeordneter im Repräsentantenhaus von Illinois; von 1871 bis 1876 fungierte er als Bürgermeister von Jerseyville.
Bei den Kongresswahlen des Jahres 1872 wurde Knapp im elften Wahlbezirk von Illinois in das US-Repräsentantenhaus in Washington, D.C. gewählt, wo er am 4. März 1873 die Nachfolge von Samuel S. Marshall antrat. Da er im Jahr 1874 vergeblich die Wiederwahl anstrebte, konnte er bis zum 3. März 1875 zunächst nur eine Legislaturperiode im Kongress absolvieren. Zwei Jahre später konnte er seinen Sitz im Kongress zurückgewinnen und zwischen dem 4. März 1877 und dem 3. März 1879 eine weitere Amtszeit im US-Repräsentantenhaus verbringen. Im Jahr 1878 wurde er nicht wiedergewählt.
Nach dem Ende seiner Zeit im Kongress praktizierte Robert Knapp wieder als Anwalt. Er starb laut seinem Grabstein am 24. Juni 1879 in Jerseyville.